# The Rising of the Moon
 (août 2024).
Si vous disposez d'ouvrages ou d'articles de référence ou si vous connaissez des sites web de qualité traitant du thème abordé ici, merci de compléter l'article en donnant les références utiles à sa vérifiabilité et en les liant à la section « Notes et références ».
 (décembre 2020).
Ne doit pas être confondu avec The Rising of the Moon (opéra).

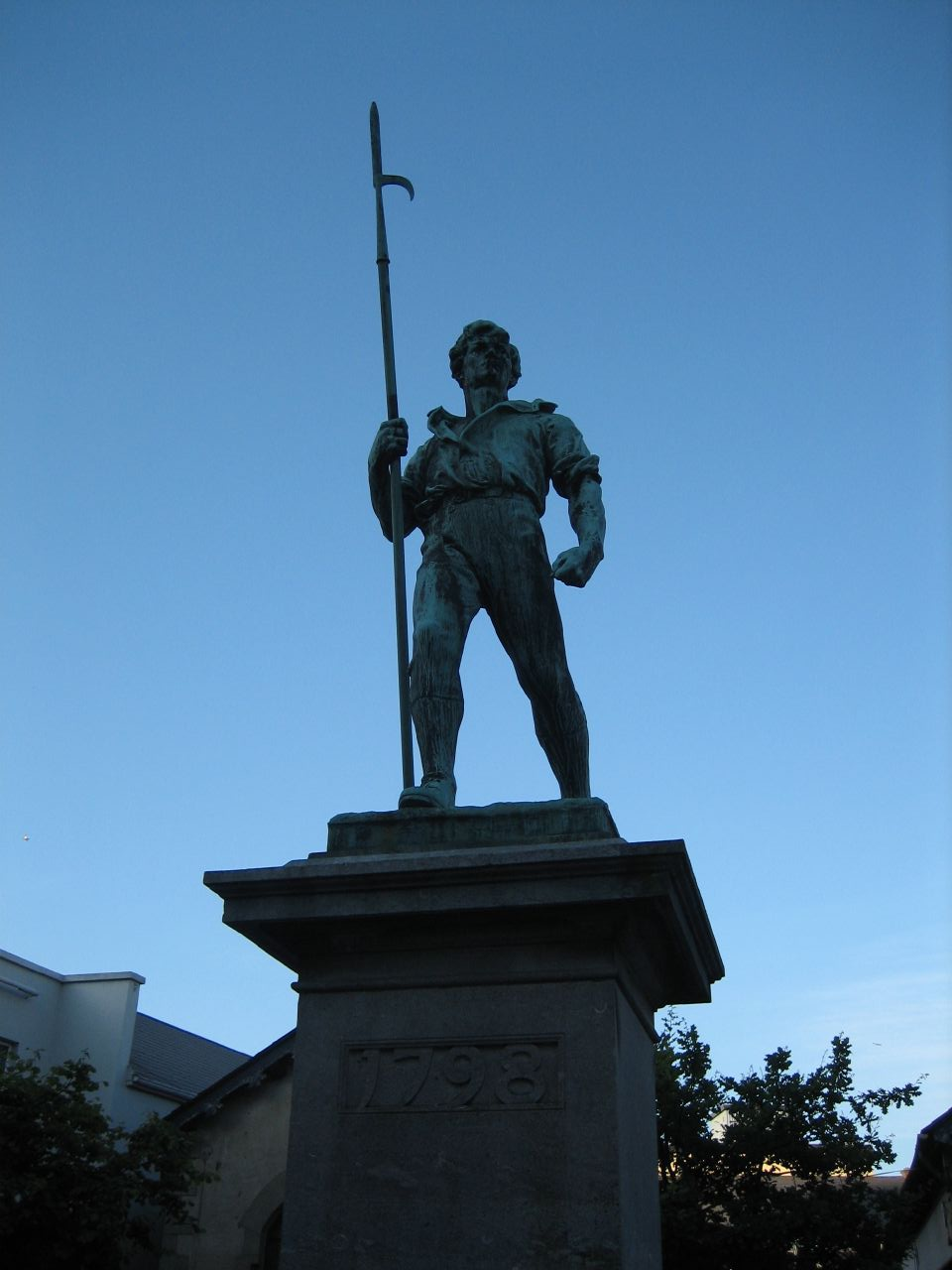
Rebelle avec sa pique.

The Rising of the Moon (Le Lever de la lune) est une ballade irlandaise qui raconte une bataille entre les Irlandais Unis et l'armée britannique au cours de la rébellion irlandaise de 1798.

## Paroles
Les paroles ont été écrites par John Keegan Casey (1846-1870), le « Fenian Poète ». Elles ont été mises en circulation en 1865.
La ballade se réfère à la rébellion de 1798 des Irlandais Unis. L'air d'espoir et d'optimisme associé à la rébellion, en fin de compte condamnée, était destiné à servir d'inspiration pour les rebelles dans leur lutte contre l'occupant anglais. 

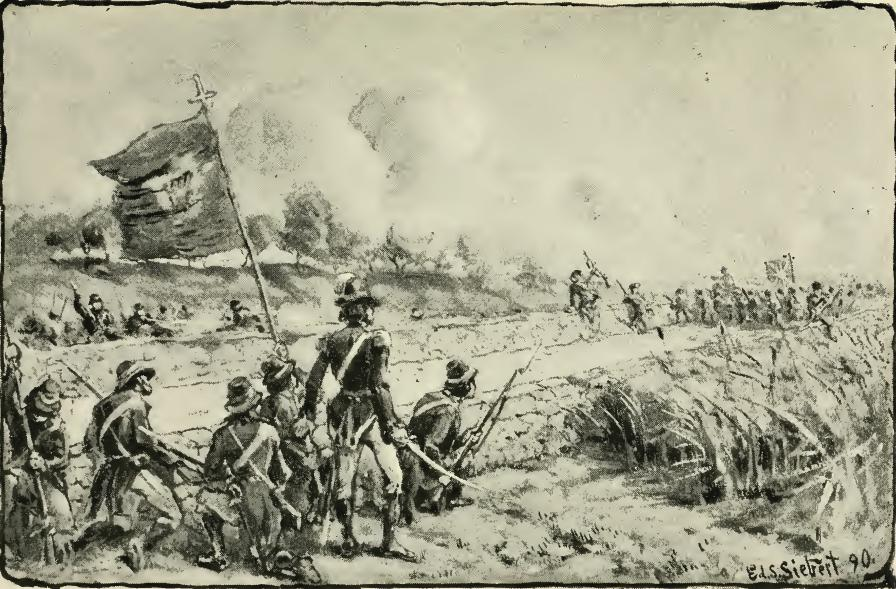
Rebelles irlandais à la bataille de Killala en 1798.

De multiples variantes des paroles ont été publiées dans les collections de musique folklorique dont une qui se réfère aux soldats français venus lors de l' expédition d'Irlande (1798).  
| Paroles en anglais | Paroles en français |
| --- | --- |
| Oh then tell me Sean O’Farrell, tell me why you hurry so Hush mo bhuachaill, hush and listen and his cheeks were all aglow I bear orders from the captain, get you ready quick and soon For our pikes must be together by the rising of the moon By the rising of the moon, by the rising of the moon Our pikes must be together by the rising of the moon Oh then tell me Sean O’Farrell, where the gathering is to be At the old spot by the river right well known to you and me One more word for signal token, whistle out the marching tune With your pike upon your shoulder at the rising of the moon At the rising of the moon, at the rising of the moon With your pike upon your shoulder at the rising of the moon Out from many a mud walled cabin, eyes were watching though the night Many a manly heart was throbbing for the coming morning light Murmurs ran along the valley to the banshee’s lonely croon And a thousand pikes were flashing by the rising of the moon By the rising of the moon, by the rising of the moon A thousand pikes were flashing by the rising of the moon All along that singing river, that dark mass of men was seen High above their shining weapons hung their own beloved green Death to every foe and traitor, whistle up the marching tune And hoorah me boys for freedom, ’tis the rising of the moon ’tis the rising of the moon, ’tis the rising of the moon Hoorah me boys for freedom, ’tis the rising of the moon Well, they fought for poor old Ireland and full bitter was their fate What glorious pride and sorrow fills the name of Ninety-eight Yet, thank God, we still have beating, hearts of manhoods burning tune Who will follow in their footsteps at the rising of the moon At the rising of the moon, at the rising of the moon Who will follow in their footsteps at the rising of the moon | Mort aux ennemis et aux traîtres ! Ils arrivent, ils arrivent. Regarde les myriades de Français Qui viennent nous libérer. Prends, prends ton épieu Bats, rebats du tambour Ils sont ici, mes amis, Pour nous sauver. En avant ! Allez la musique, Allons, les gars, vive la liberté! C’est la lune qui se lève. Mort aux ennemis et aux traîtres! En avant ! Allez la musique, Allons, les gars, vive la liberté! C’est la lune qui se lève. Ils se sont bien battus pour la pauvre vieille Irlande, Et leur destin fut fort amer Ah ! comme la glorieuse année quatre-vingt-dix-huit Est comblée de fierté, de gloire et de tristesse ! Eh bien, grâce à Dieu, il y a toujours des cœurs ardents Qui battent chez les hommes valeureux, Prêts à marcher sur leurs pas Dès que la lune se lèvera ! |